# Stéphane Galland

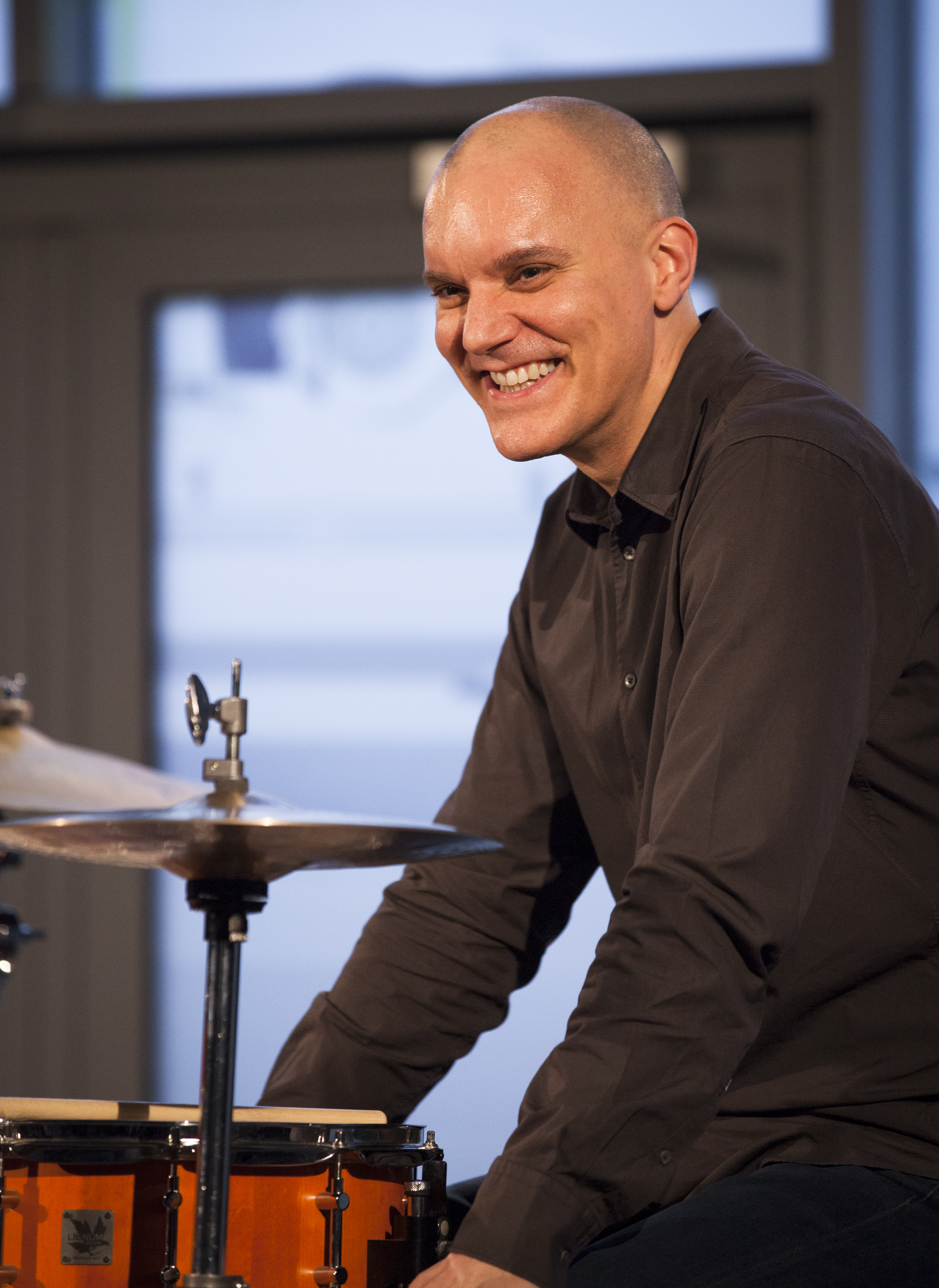
Stéphane Galland

Stéphane Galland (* 27. Oktober 1969 in Brüssel) ist ein belgischer Fusion- und Jazzmusiker (Schlagzeug).

## Leben und Wirken
Galland stammt aus einer musikalischen Familie. Im Alter von drei Jahren bekam er sein erstes Schlagzeug. Mit neun Jahren entschied er sich für klassischen Schlagzeugunterricht, den er am Konservatorium von Huy erhielt. Als er elf Jahre alt war, begann er sich für Jazz zu interessieren und mit Freunden wie Eric Legnini und Jean-Pierre Catoul aufzutreten. Später veröffentlichte zwei Alben mit dem Eric Legnini Trio.
1988 traf er den Gitarristen Pierre Van Dormael; mit Fabrizio Cassol und Michel Hatzigeorgiou gründeten sie die Nasa Na Band. Nach einer Afrikareise entstand hieraus ohne von Van Dormael die Band Aka Moon, mit der er international tourte und beinahe 20 Alben einspielte. 2011 gründete er seine Band Lobi mit dem Akkordeonisten Petar Ralchev, Magic Malik, Malcolm Braff, Carles Benavent und dem Perkussionisten Misirli Ahmet, mit der 2012 ein Album entstand. Mit Louise van den Heuvel spielte er in der Gruppe The Gallands. 2018 veröffentlichte Galland mit Malcolm Braff, Jacques Schwarz-Bart und Laurent David das Album Shijin auf dem Indie-Label alter-nativ. 2024 folgte das Album Stephane Galland & The Rhythm Hunters und 2025 gemeinsam mit dem Saxophonisten 
Jeroen Van Herzeele (mit dem er zuvor bereits in der Acid-Jazz-Band Greetings from Mercury wirkte) das Album Songshan.
Galland spielte zudem afrikanische Musik (er tourte mit Doudou N’Diaye Rose und war mit Oumou Sangaré im Studio), beschäftigte sich mit südindischer Musik (er arbeitete mit Umayalpuram K. Sivaraman) sowie klassischer Musik (er trat mit dem Philharmonischen Orchester von Lüttich auf).
Galland gehörte auch zu den Gruppen von Phil Abraham, Ibrahim Maalouf, Nelson Veras, Christophe Wallemme, Emmanuelle Somers Norz, K. D.’s Basement Party sowie Greetings from Mercury; er war an zahlreichen Soloprojekten von Fabrizio Cassol beteiligt. 2003 tourte er mit Joe Zawinuls Syndicate. Weiterhin arbeitete er mit Joe Lovano, Toots Thielemans, Philip Catherine, Nguyên Lê, Tigran Hamasyan, Ozark Henry, David Linx, Axelle Red, Zap Mama, Novastar, Claron McFadden oder Cristina Zavalloni.